# Куп пет нација 1954.
Куп пет нација 1954. (службени назив: 1954 Five Nations Championship) је било 60. издање овог најелитнијег репрезентативног рагби такмичења Старог континента. а 25. издање Купа пет нација.
Прво место су поделили Французи, Енглези и Велшани.

## Такмичење
Шкотска - Француска 0-3
Енглеска - Велс 9-6
Француска - Ирска 8-0
Енглеска - Ирска 14-3
Ирска - Шкотска 6-0
Ирска - Велс 9-12
Шкотска - Енглеска 3-13
Велс - Француска 19-13
Француска - Енглеска 11-3
Велс - Шкотска 15-3

## Табела
|   | Селекција                      | ИГ | Д | Н | И | ПД | ПП | ПР  | Б |  |
| - | ------------------------------ | -- | - | - | - | -- | -- | --- | - |  |
| 1 | Рагби репрезентација Велса     | 4  | 3 | 0 | 1 | 52 | 34 | +18 | 6 |  |
| 1 | Рагби репрезентација Енглеске  | 4  | 3 | 0 | 1 | 39 | 23 | +16 | 6 |  |
| 1 | Рагби репрезентација Француске | 4  | 3 | 0 | 1 | 35 | 22 | +15 | 6 |  |
| 4 | Рагби репрезентација Ирске     | 4  | 1 | 0 | 3 | 18 | 34 | -16 | 2 |  |
| 5 | Рагби репрезентација Шкотске   | 4  | 0 | 0 | 4 | 6  | 37 | -31 | 0 |  |